# 位相コントラスト法
位相コントラスト法（いそうコントラストほう、phase contrast, PC）は核磁気共鳴画像法 (MRI) の一手法で、流速誘発位相シフトによって、流れている血液と静止組織を識別することで画像化する。2D-PC法と3D-PC法がある。PC-MRAは、バイポーラフローエンコーディンググラジェントの極性を反転させて、複数回収集したデータを互いに差し引いくことにより血管を作成する。血流の最大流速を設定できる利点があるが、収集回数が多いため、時間がかかるのが難点である（例えば3D-PCの場合、xyz軸×2=6回）。